# Інопланетянка із Лос-Анджелеса
«Інопланетянка із Лос-Анджелеса» (англ. Alien from L.A.) — пригодницький науково-фантастичний фільм.

## Сюжет
Ванда — скромна проста дівчина, яка веде розмірений, навіть нудний спосіб життя. Її батько — археолог зник під час експедиції, і дочка вирушає на його пошуки в Африку. Вона опиняється в підземному світі, де ніхто не вірить в існування життя на поверхні. За винятком секретної поліції, яка вважає, що Ванда і її батько-шпигуни. Чоловік вважає, що багато років тому на Землю прилетів космічний корабель і опинився в глибині її надр, і що під землею може існувати інша цивілізація.

## У ролях
- Кеті Айрленд — Ванда Сакнуссем
- Вільям Р. Моусес — Гутен «Гус» Едвей
- Річард Хайнс — професор Сакнуссем
- Дон Майкл Пол — Роббі
- Том Метьюз — Чармін
- Джені дю Плессі — Генерал Риков / Шенк / співробітник з розгляду вимог
- Саймон Поланд — консул Трітон Красус / листоноша
- Лінда Керрідж — Ройіс Фрекі / тітка Перл
- Крістен Траксесс — Стейсі
- Лохнер Де Кок — професор Овід Гальба / Педді Махоні
- Діп Рой — Мамбіно
- Альберт Марітц — Маго / підсобний робітник / євангеліст / Пек Слег Джек